# What Every Woman Knows (obra de teatro)

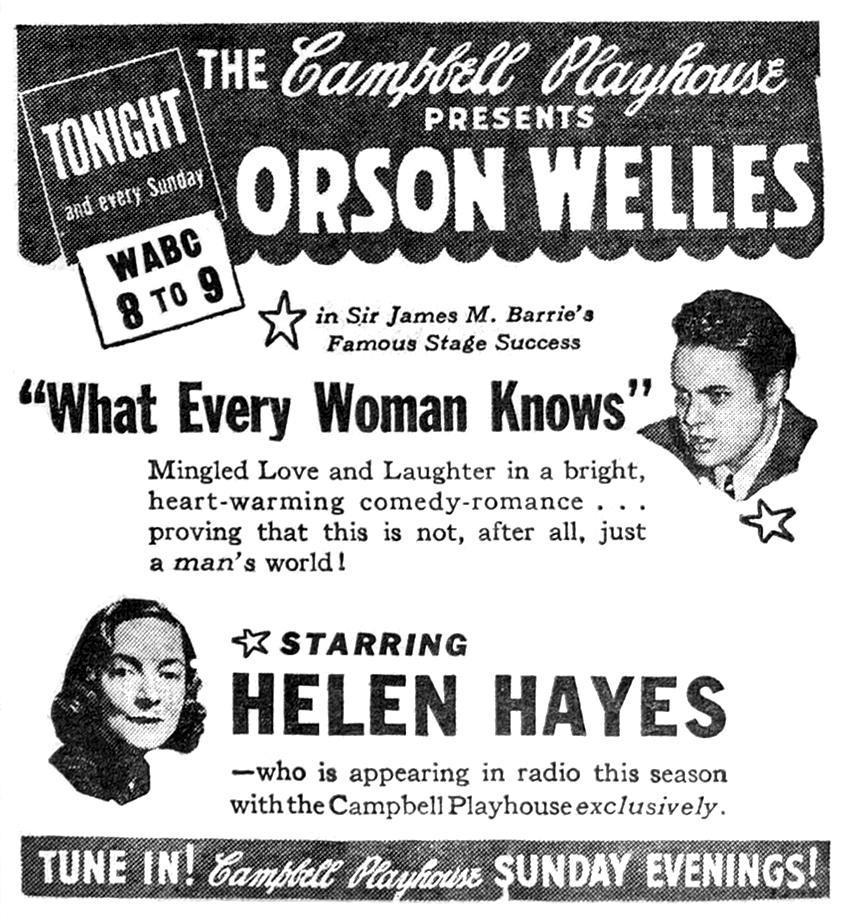
Anuncio de periódico para la presentación en el teatro The Campbell Playhouse de la obra "What Every Woman Knows", protagonizada por Helen Hayes y Orson Welles.

What Every Woman Knows (traducción al español: «Lo que toda mujer sabe») es una obra de teatro en cuatro actos del escritor James Matthew Barrie. Fue estrenada en 1908, en Londres. La obra, escrita en una época en la que la mujer se encontraba relegada, sostiene que "lo que toda mujer sabe" es que el éxito en la vida de un hombre se debe a ella.
La obra fue llevada al cine en dos oportunidades, en 1921 en versión muda, y en 1934 con Helen Hayes en el papel principal, ambas con el mismo título de la obra teatral.

## Argumento
La familia Wylie se preocupa por su hija Maggie. Ella permanece soltera y sus padres temen que se convierta en una solterona. De manera accidental, los Wylie descubren a John Shand, un muchacho universitario, irrumpiendo en su casa. Shand lo ha estado haciendo para poder acceder a la biblioteca de la familia ya que no tiene dinero para comprarlos. Los Wylie hacen un trato con él: le pagarán sus estudios a cambio de que, después de cinco años, se case con Maggie.
John Shand se casa con ella sin amarla. Se ha convertido en un hombre ambicioso y quiere ingresar en el parlamento. Maggie emplea su capacidad y amistades para que su esposo sea elegido. Lo consigue y continúa trabajando desde las sombras para impulsar la carrera de John, que no sospecha que su éxito se debe a su esposa.
John ve a su esposa como una mujer demasiado simple y cree que su carrera alcanzó un nivel tal que requiere otra clase de mujer a su lado. Se enamora de Lady Sybil Lazenby, a la que considera mucha más apta que Maggie para acompañarlo. Decide dejar a su esposa y casarse con Lady Sybil. Al escribir un importante discurso, fundamental para su carrera, comprende que no es nada sin Maggie.

## Personajes
- Maggie Wylie
- John Shand
- Alick Wylie
- David Wylie
- James Wylie
- Charles Venables
- Comtesse de la Briere
- Lady Sybil Lazenby
- Maid